# Markus Maurer (Politiker)
Markus Maurer (* 31. Oktober 1970 in Salzburg) ist ein österreichischer Politiker der Sozialdemokratischen Partei Österreichs (SPÖ). Seit dem 13. Juni 2018 ist er Abgeordneter zum Salzburger Landtag.

## Leben

### Ausbildung und Beruf
Markus Maurer besuchte nach der Volksschule in Salzburg-Lehen das Privatgymnasium der Herz-Jesu-Missionare in Salzburg, wo er 1989 maturierte. Nach dem Präsenzdienst begann er 1990 ein Studium der Rechtswissenschaften an der Universität Salzburg, das er 1997 als Magister abschloss. Danach folgte das Gerichtsjahr am Bezirksgericht Hallein und am Landesgericht Salzburg. 1999 promovierte er zum Doktor der Rechte. Ab 2004 besuchte er den Universitätslehrgang Public Management an der University of Salzburg Business School (SMBS) der Universität Salzburg, den er 2006 als Master of Business Administration abschloss.
2000/01 war er als Sekretär im Büro von Landeshauptmann-Stellvertreter Gerhard Buchleitner tätig, von 2001 bis 2006 war er Sachbearbeiter in der Sozialabteilung und von 2006 bis 2008 in der Personalabteilung des Landes Salzburg. Seit 2008 ist er Referatsleiter Personalabrechnung in der Fachgruppe Personal des Landes Salzburg.

### Politik
Markus Maurer ist seit 2001 Mitglied des SPÖ-Ortsausschusses in Anif, wo er von 2004 bis 2011 der Gemeindevertretung bzw. der Gemeindevorstehung angehörte. Seit 2006 ist er Mitglied des Bezirksausschusses und Bezirksvorstandes und seit 2016 Mitglied des Bezirksparteipräsidiums der SPÖ Flachgau. Seit 2017 ist er zudem Mitglied des Landesparteivorstandes der SPÖ Salzburg. Am 13. Juni 2018 wurde er in der konstituierenden Landtagssitzung der 16. Gesetzgebungsperiode als Abgeordneter zum Salzburger Landtag angelobt.
Seit Beginn der 17. Gesetzgebungsperiode des Salzburger Landtags (2023–2028) ist Maurer Bereichssprecher der SPÖ für Budget und Finanzen, Finanzüberwachung und Rechnungshöfe, Medien, Sport, Verfassung, Föderalismus und Demokratie, Verwaltung, Verwaltungsreform und öffentlichen Dienst. Im Jahr 2025 übernahm er zusätzlich den Bereich Wohnen.
Ende Oktober 2024 wurde er als Nachfolger von David Egger-Kranzinger zum Klubobmann gewählt.

### Engagement im Sport
Im Oktober 2023 wurde Max Maurer zum Präsidenten der Arbeitsgemeinschaft für Sport und Körperkultur in Österreich (ASKÖ) Salzburg gewählt. Die Übergabe des Amtes ist im Laufe des Jahres 2025 geplant.